# 講道館

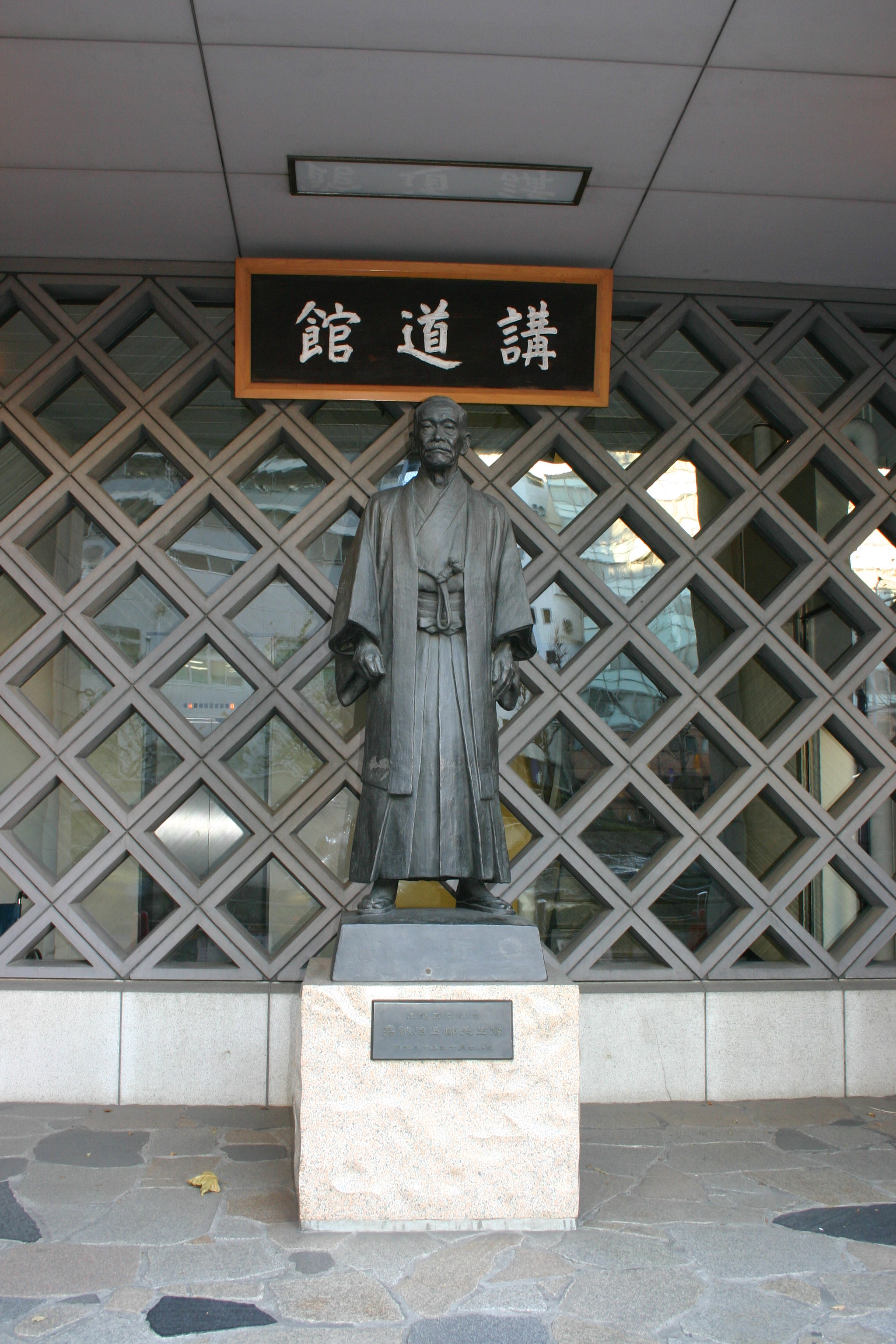

講道館是所有柔道界的總本部，顧名思義，講道館這個名字指的是學習兼傳播柔道理念的道場。講道館是在1882年由嘉納治五郎所創立的，坐落在日本東京文京區，現在是一棟八層樓的建築物。

## 關於講道館
講道館開設研習課程給有意學習柔道的門生，課程內容包括柔道理論、實做與一般的通識教育。課程一般分為兩級，初等課程與進階課程，完成初等課程的人才可以修習進階課程。講道館同時也吸收世界各地的柔道黑帶選手成為會員，並且將他們分類編列成冊。
講道館大樓一共有八層樓與一層地下室，分別提供給各地的柔道家在此住宿、訓練與研習。地下一樓裡面有自助餐廳和數個會議廳，一樓則有停車場、銀行和商店。二樓則有圖書館和更多的會議室，三樓則提供住宿，四樓為更衣室。五樓、六樓、七樓則為柔道的練習場地，其中七樓又被稱做室主道場，八樓則提供座位給指導者俯瞰七樓的門生練習。
講道館的二樓又可細分為:嘉納治五郎紀念廳、柔道歷史紀念廳、文物展示廳、儲藏室。紀念廳裡展示許多關於柔道發展史以及許多知名的柔道師父的紀念品，例如:手稿、相片。圖書館則收藏有超過7000本關於柔道的書籍。
其中二樓又有四間的研究室，一號研究室主要研究有關於柔道的歷史與理論、二號研究室研究柔道心理學、三號研究室研究運動生理學、四號研究室研究有關柔道的哲學。而其中每一年都會舉辦一次的研討會，世界各地研究柔道的學者都會聚集於此，分享心得，而這項活動是公開可以接受參觀的。
柔道研習者在講道館訓練和參觀期間可以住在講道館的三樓裡，一共有五間通舖，每間可容納二十人。
至於觀光客則是可以進入道講道館裡參觀甚至於是親身練習。但是如果想要參加練習則是需要至櫃檯辦理手續，一般來說如果只有練習一堂課，通常都是學習護身倒法。
七樓主道場是裡面最重要的道場，因此地板相當的乾淨，光線也非常的充足。四大主要的柔道賽事都是在這裡舉辦，也可以說是講道館的門面。

## 連結
- 講道館（页面存档备份，存于）
- EJudo（页面存档备份，存于）